# Бушанка (притока Мурафи)
Бушанка, Каламашівка, Каламанівка — річка в Україні, у Томашпільському, Чернівецькому та Ямпільському районах Вінницької області, ліва притока Мурафи (басейн Дністра).

## Опис
Довжина річки 41 км, похил річки — 5,5 м/км. Площа басейну 252 км². Місцями має пороги.

## Розташування
Бере початок на південно-східній стороні від села Сапіжанки. Тече переважно на південний захід і в селі Буша впадає у річку Мурафу, ліву притоку Дністра.
Населені пункти вздовж берегової смуги: Пелинівка, Борівка, Моївка, Бабчинці, Гамулівка.

## Притоки
Ліві
- Ананівка — довжина 11 км
- Суха Буша — довжина 15 км

#### Праві
- Рудка — довжина 6 км

## Світлини

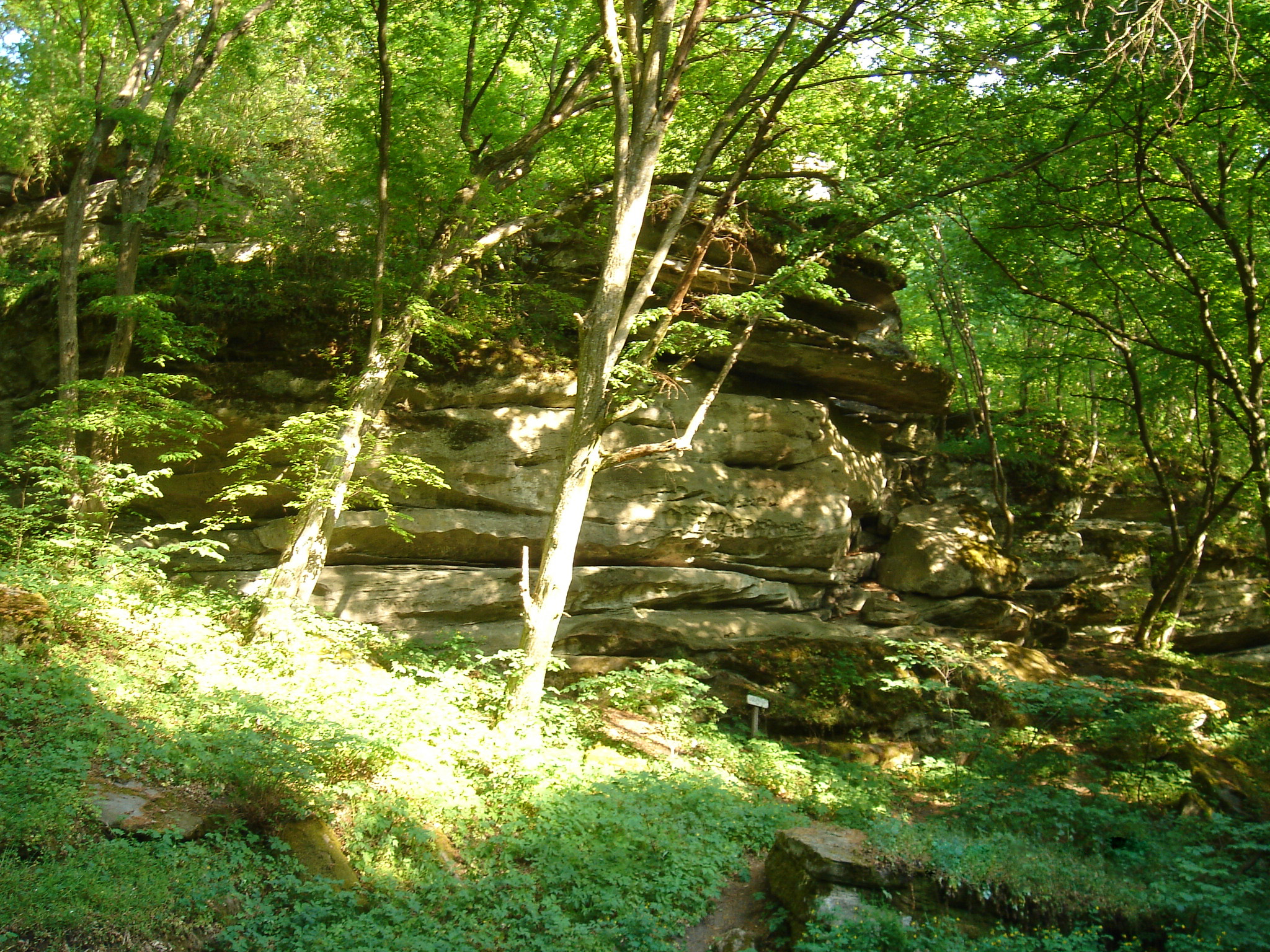
Каньйон річки Бушанки
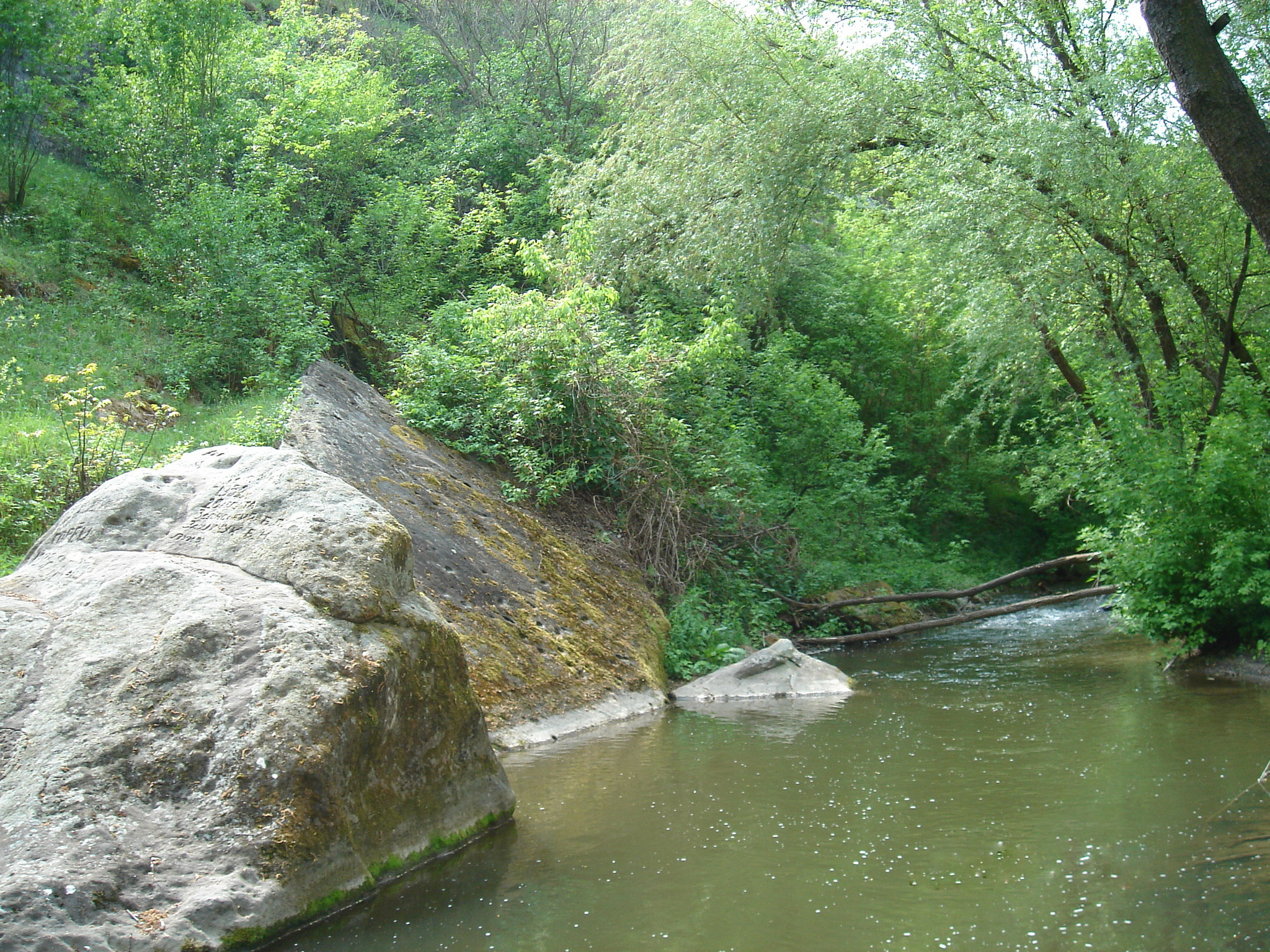
Околиці села Буша
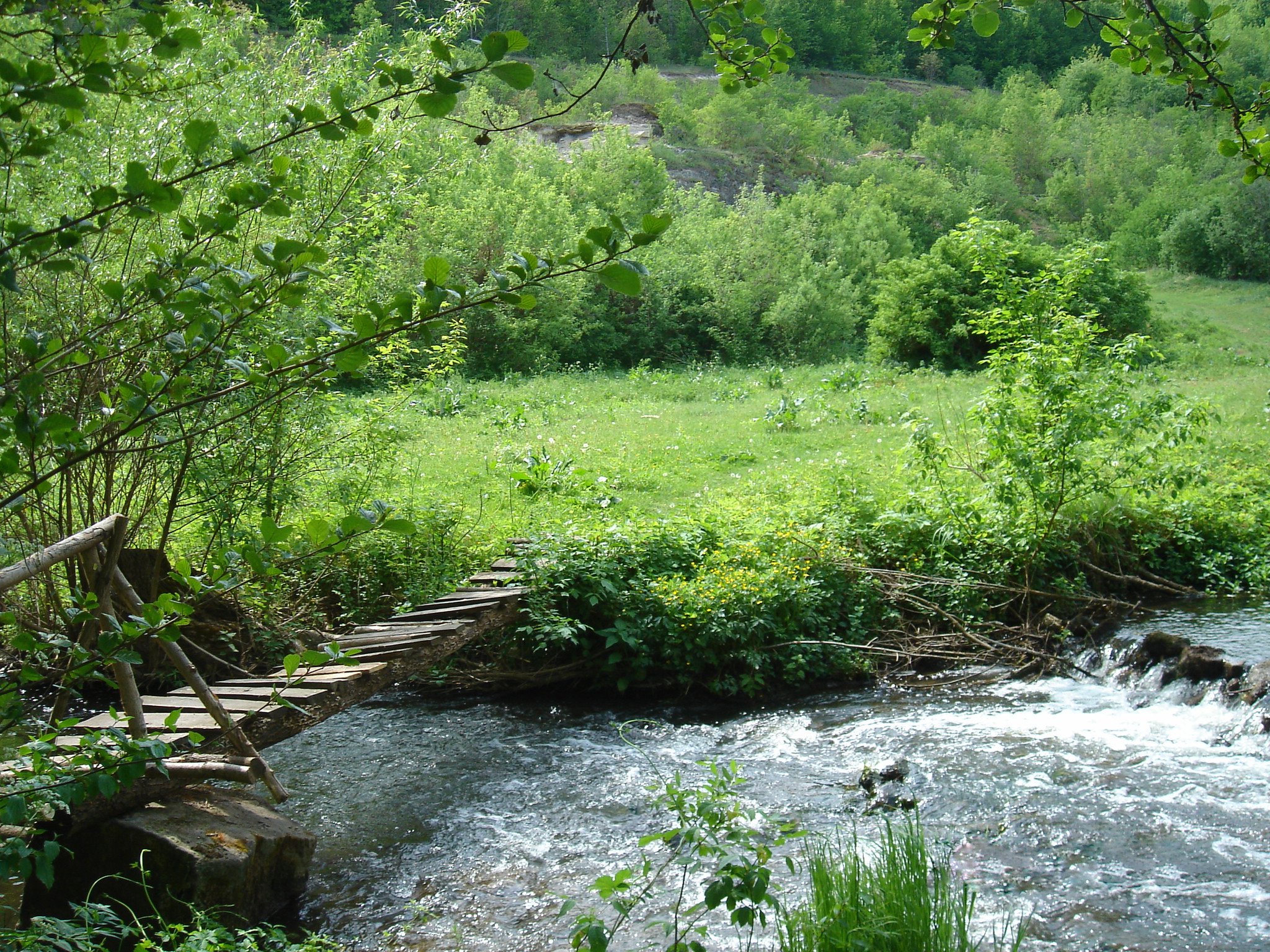
Місток через Бушанку
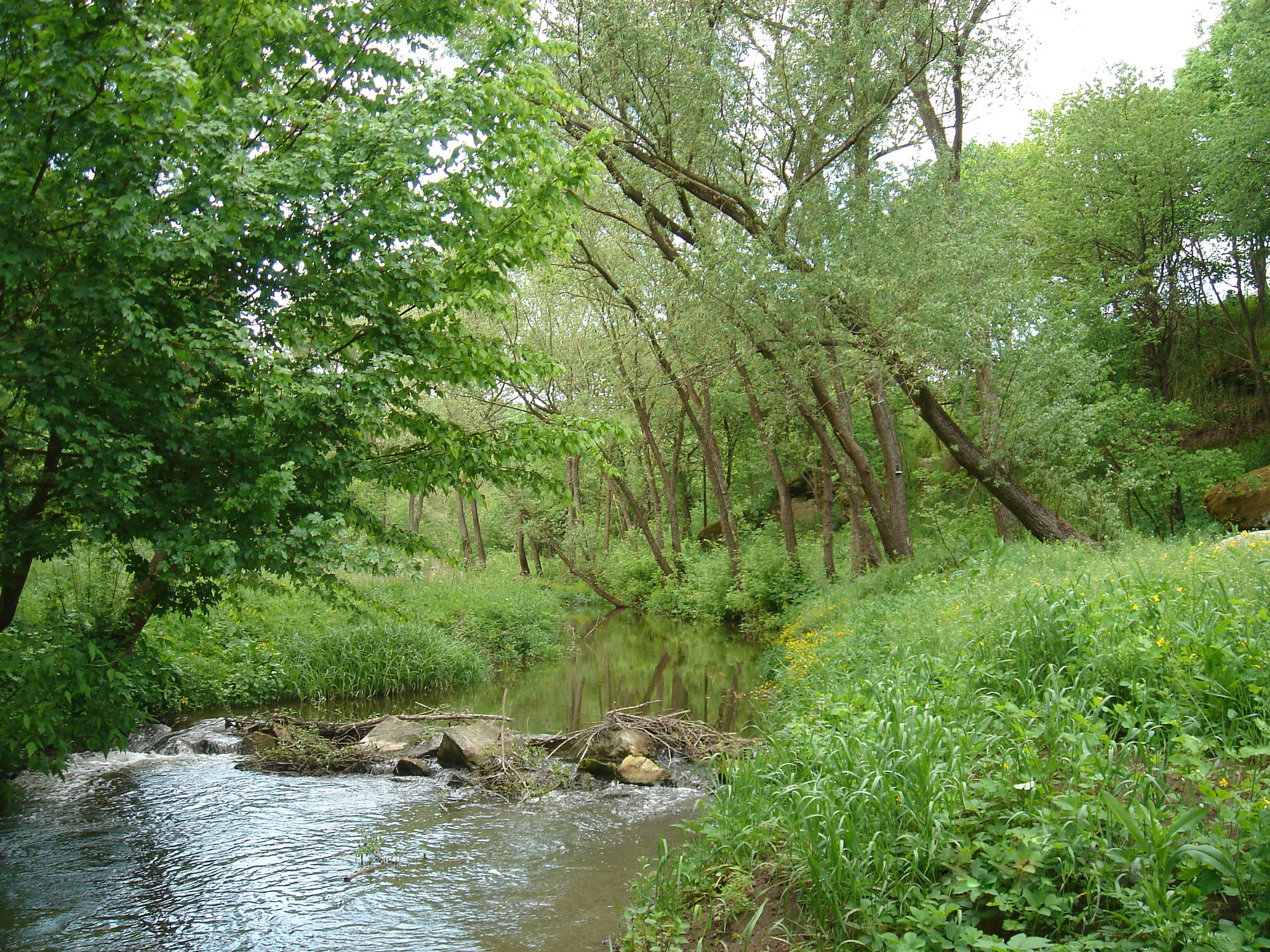
Води Бушанки
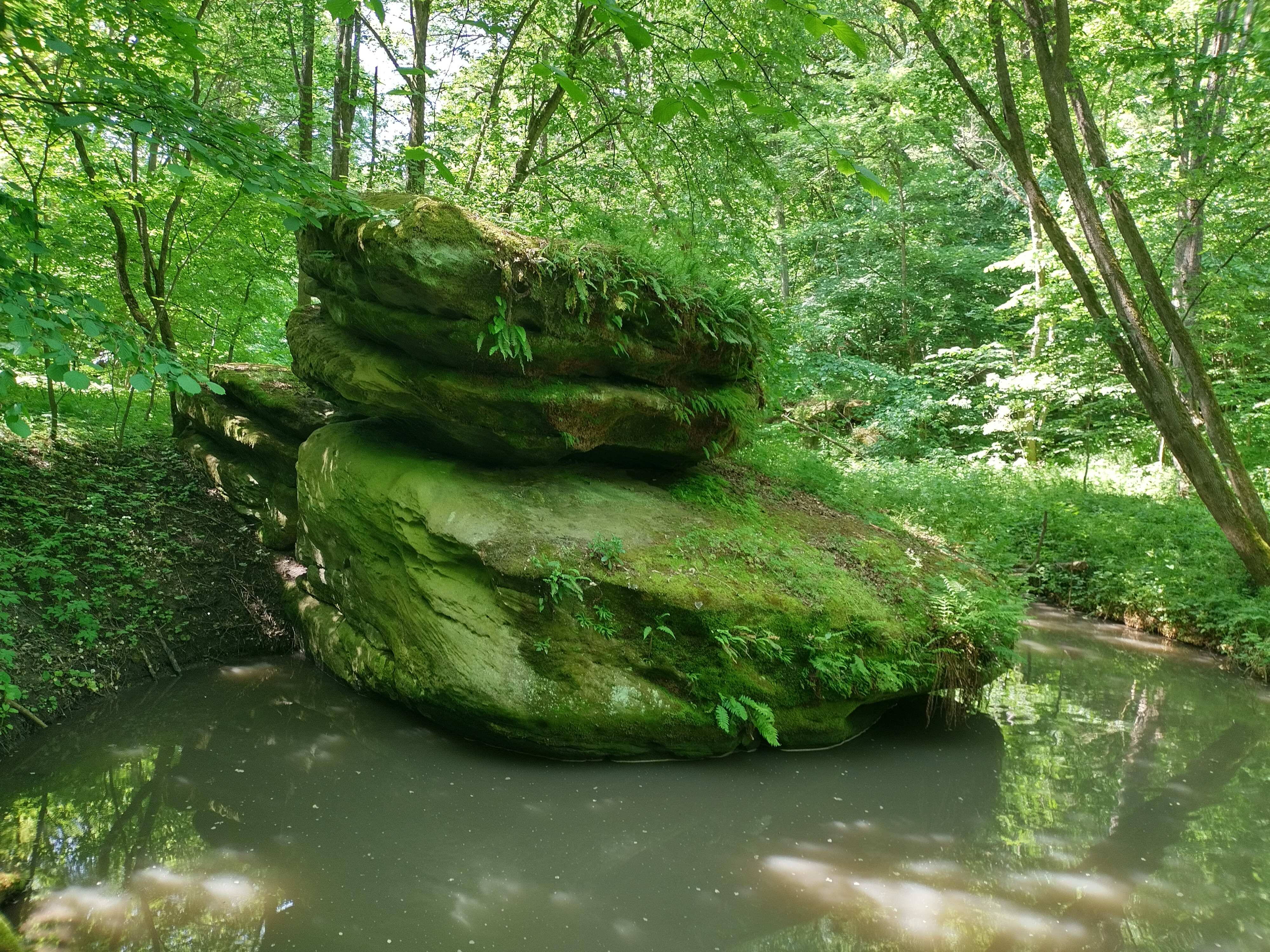
Скеля над річкою
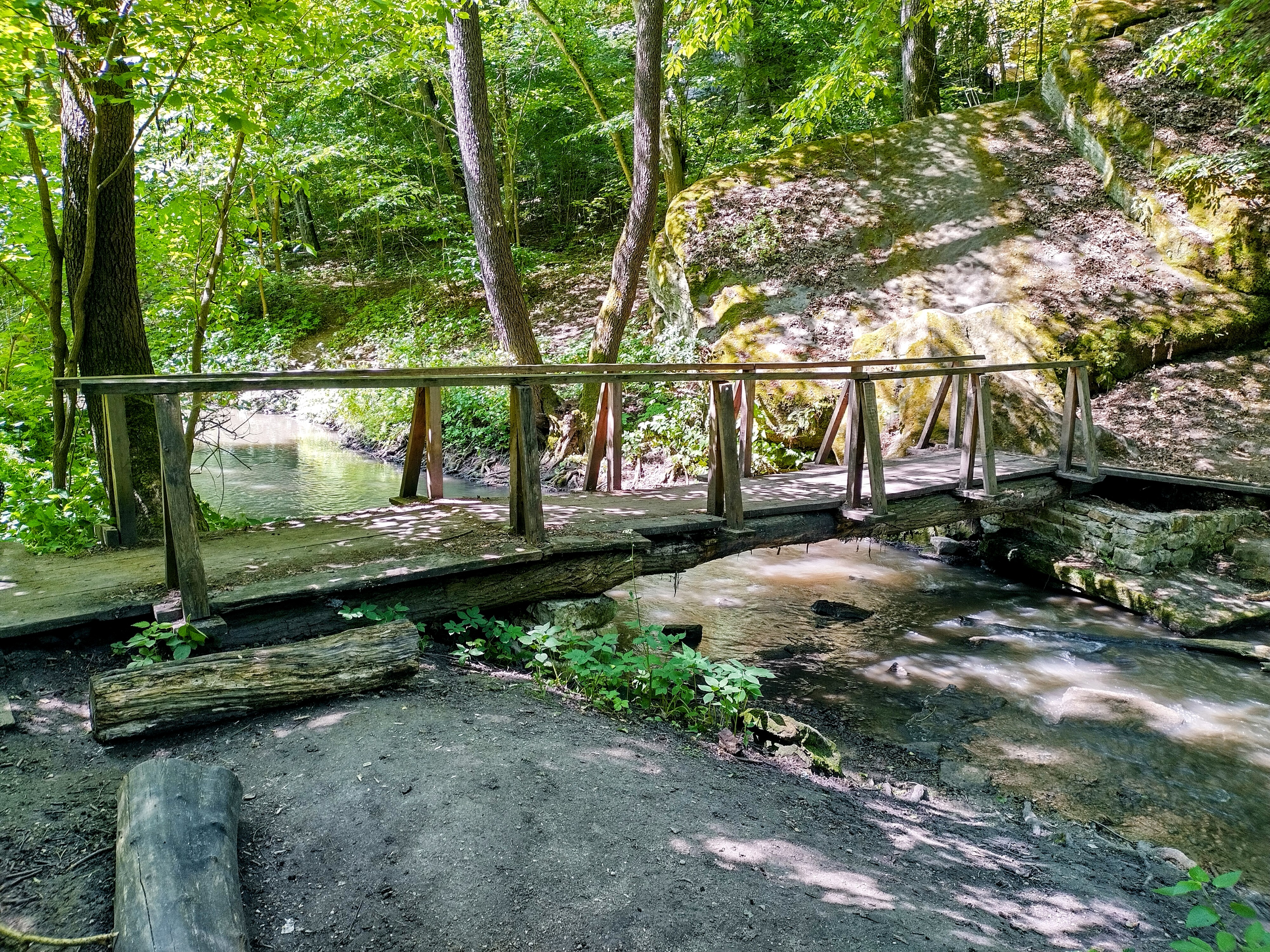
Міст через річку в урочищі Гайдамацький яр